# تايكاي يويموتو
تايكاي يويموتو (باليابانية: 上本 大海) (1 يونيو 1982 في إيبوسوكي في اليابان – )؛ هو لاعب كرة قدم ياباني سابق كان يلعب كمدافع.

## وصلات خارجية
- تايكاي يويموتو على موقع رابطة كرة القدم اليابانية للمحترفين (اليابانية)
- تايكاي يويموتو على موقع قاعدة بيانات كرة القدم.إي يو (الإنجليزية)
- تايكاي يويموتو على موقع Soccerway.com (الإنجليزية)
- تايكاي يويموتو على موقع عالم كرة القدم.نت (الإنجليزية)